# Wilsonia (planta)
Wilsonia é um género botânico pertencente à família Convolvulaceae.